# Armand de Polignac
Armand Jules Marie Héraclius de Polignac, född den 15 januari 1771, död den 1 mars 1847, var en fransk ädling, äldste son till Jules de Polignac (1746–1817), bror till Jules de Polignac (1780–1847) .
Polignac emigrerade 1789, deltog 1803 jämte sin bror i Georges Cadoudals och Pichegrus sammansvärjning mot Napoleon Bonaparte. Bröderna arresterades i Paris i februari 1804, Polignac dömdes till döden, men kejsarinnan Josefinas förböner utverkade, att Napoleon mildrade domen till fängelsestraff. Först i december 1813 återfick de friheten. Polignac invaldes 1815 i deputeradekammaren och blev efter sin fars död (1817), då han ärvde hertigtiteln, medlem av pärskammaren. Ultrarojalist och klerikal, röstade han alltid med yttersta högern, emigrerade efter julirevolutionen 1830 och bosatte sig i Bayern, vars kung upphöjde honom i ärftligt furstligt stånd.